# Porta de Quart
La Porta de Quart o Torres de Quart (o també «portal» o «portes») és un portal que formava part de la muralla medieval que envoltava la Ciutat Vella de València, per tal de defensar-la. Estan situades a l'encreuament del carrer de Guillem de Castro amb el carrer de Quart.
La Porta de Quart deu el seu nom al fet que es troba en el camí que des del centre de la ciutat (plaça de la Mare de Déu, on hi ha la Catedral de València) va cap a Quart de Poblet. Aquesta porta era l'accés ponentí a la ciutat, el que provenia de l'oest i Castella. Després de ser enderrocada la murada durant la segona meitat del segle xix, la porta o portal de Quart quedà exempta, i passà a ser coneguda com les torres de Quart, que és el nom més emprat hui dia per designar-la. Les torres van ser utilitzades per a envoltar l'antiga ciutat de València.

## Història
Va ser ordenada construir el 1356 per Pere el Cerimoniós després de l'inici de la guerra entre les corones de Castella i Aragó, però les obres es van anar endarrerint per les pestes i caresties. La Porta de Quart fou construïda entre 1441 i 1460 per l'arquitecte Pere Bonfill, juntament amb Tomàs Oller, Francesc Baldomar, Jaume Pérez i Pere Compte. Aquesta porta, oberta cap a ponent, feia part de la muralla del segle xiv de València, junt amb les Torres de Serrans, obertes cap al nord, i moltes altres portes que, a diferència de les dues esmentades en primer lloc, van ser assolades durant la segona meitat del segle xix, amb l'objectiu d'evitar l'encorsetament de la ciutat i facilitar-ne el creixement.
A partir del 1626 i fins al segle xviii es va allotjar al seu interior la presó de dones. Fins al 1874, moment en què la murada fou enderrocada, havien rebut també el nom de porta de la Calç perquè la calç amb què s'emblanquinaven les cases de València hi entrava per aquest accés.
La porta serví per defendre la ciutat en diversos episodis bèl·lics, com ara la Guerra de Successió, la Guerra del Francés i les revolucions cantonals. Sobre els seus grossos murs encara es poden observar les empremtes dels impactes provocats per les canonades durant les diverses guerres i revolucions.
El 1931 van ser declarades monument historicoartístic i són esmentades en la llei 16/1985 sobre el Patrimoni Històric Espanyol.
Durant el 2007 han estat restaurades, després de dècades en què s'havien ennegrit a causa de l'incessant trànsit que circula pel carrer de Guillem de Castro.

## Arquitectura

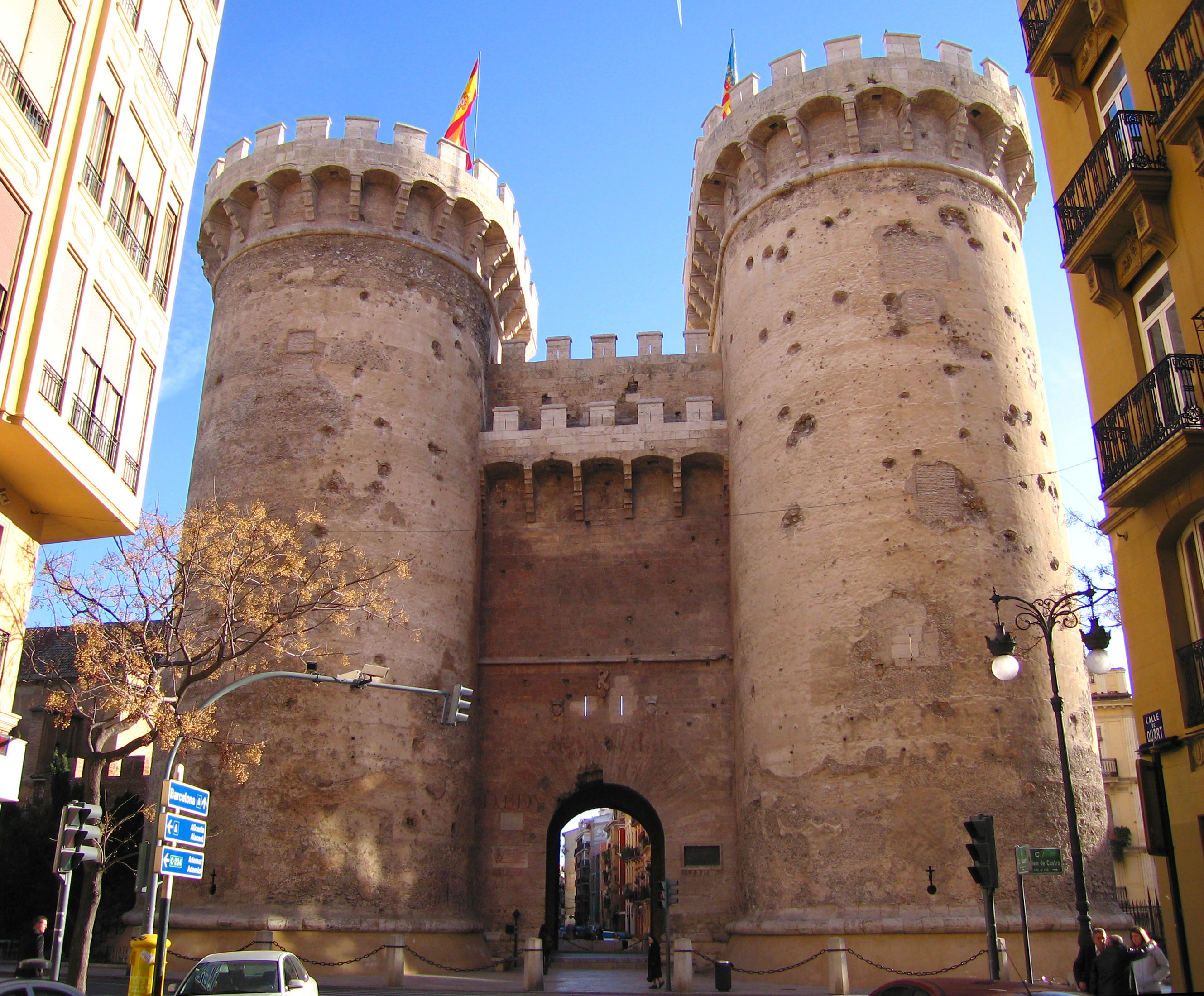
Vista des del carrer de Quart

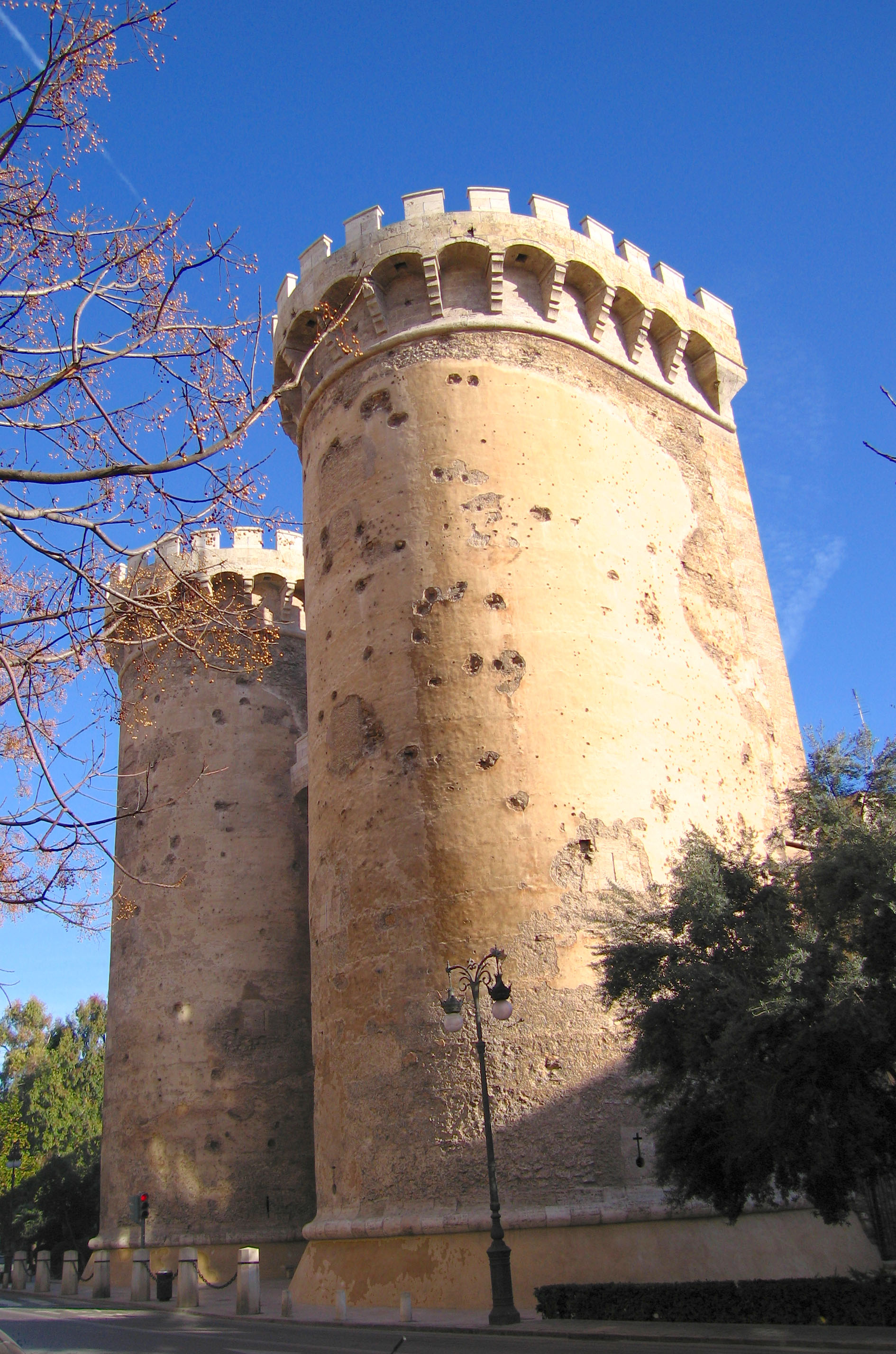
Disposició cilíndrica de les torres, vista de costat

El seu estil arquitectònic és gòtic tardà militar, que s'inspira i imita la porta o arc de triomf del Castell Nou o Maschio Angioino de Nàpols, dissenyat pel mallorquí Guillem Sagrera i on van intervenir altres mestres de la Corona d'Aragó quan Nàpols va ser conquerida per les tropes d'Alfons el Magnànim.
A diferència de les hexagonals Torres de Serrans, les de Quart presenten una planta cilíndrica cap a l'exterior de la ciutat. El cos de la porta està reblit de maçoneria de calç i còdols pel sistema d'encaixonades, amb carreus als cantons, els arcs i el cos superior.
Presenten escassa decoració. Destaca a la part baixa una motlura que remata cap al sòl en paret vertical en forma de talús inclinat, i a la part superior els merlets que coronen les dues torres, l'accés a les quals es fa per sengles escales de caragol plenes de virtuosisme. Entre les dues torres hi ha, a la part de dalt, un balcó corregut emmerletat, i a la part inferior, la porta pròpiament dita, amb arc de mig punt de carreus, deteriorat per les canonades, a sobre del qual apareixen diversos escuts de la ciutat i el regne i dos forats verticals pels quals hom atacava amb fletxes els qui volien tirar la porta avall.
Pel que fa a la part que mira cap a l'interior de la ciutat, igual que a la Porta de Serrans, en la torre de l'esquerra hi ha una magnífica escala d'accés als cossos de dalt, que ací es mostren a gola oberta, és a dir, sense cobrir, amb estances obertes coronades amb voltes gòtiques de creueria. Per tant, la finalitat defensiva de les torres només s'aplicava a l'exterior, mentre que l'interior es deixava sense protegir, a petició dels jurats, per tal que la fortalesa no poguera ser utilitzada per les forces militars en contra de la mateixa ciutat.
La disposició de les torres respecte a l'antiga muralla és lleugerament obliqua per a adaptar-se al traçat del carrer de Quart que no obstaculitza perpendicular a la muralla sinó en diagonal.
L'estil de les Torres de Quart, gòtic tardà, es repeteix en diverses ciutats italianes com ara Gènova.

## Galeria

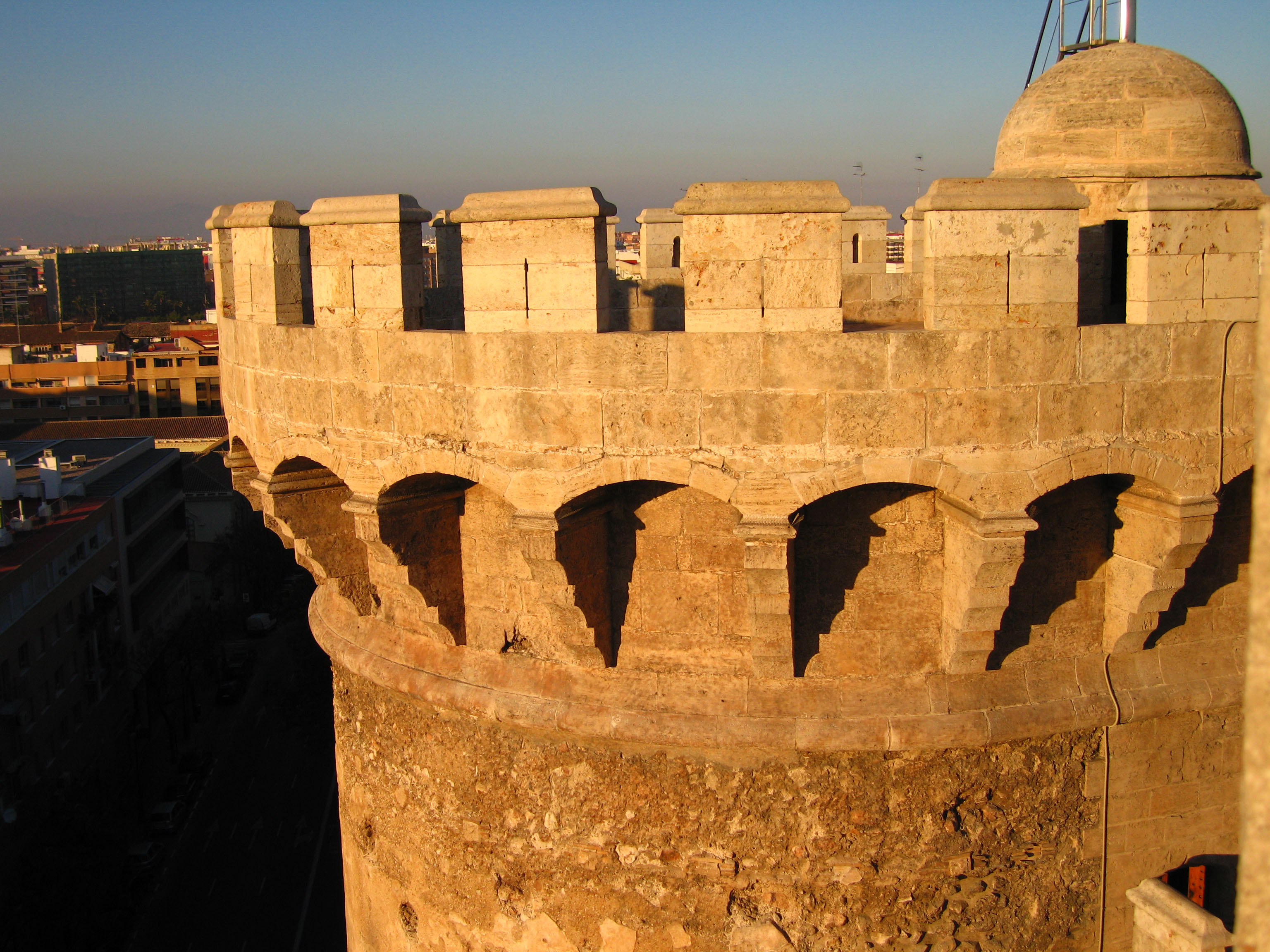
Torrassa emmerletada amb carreus
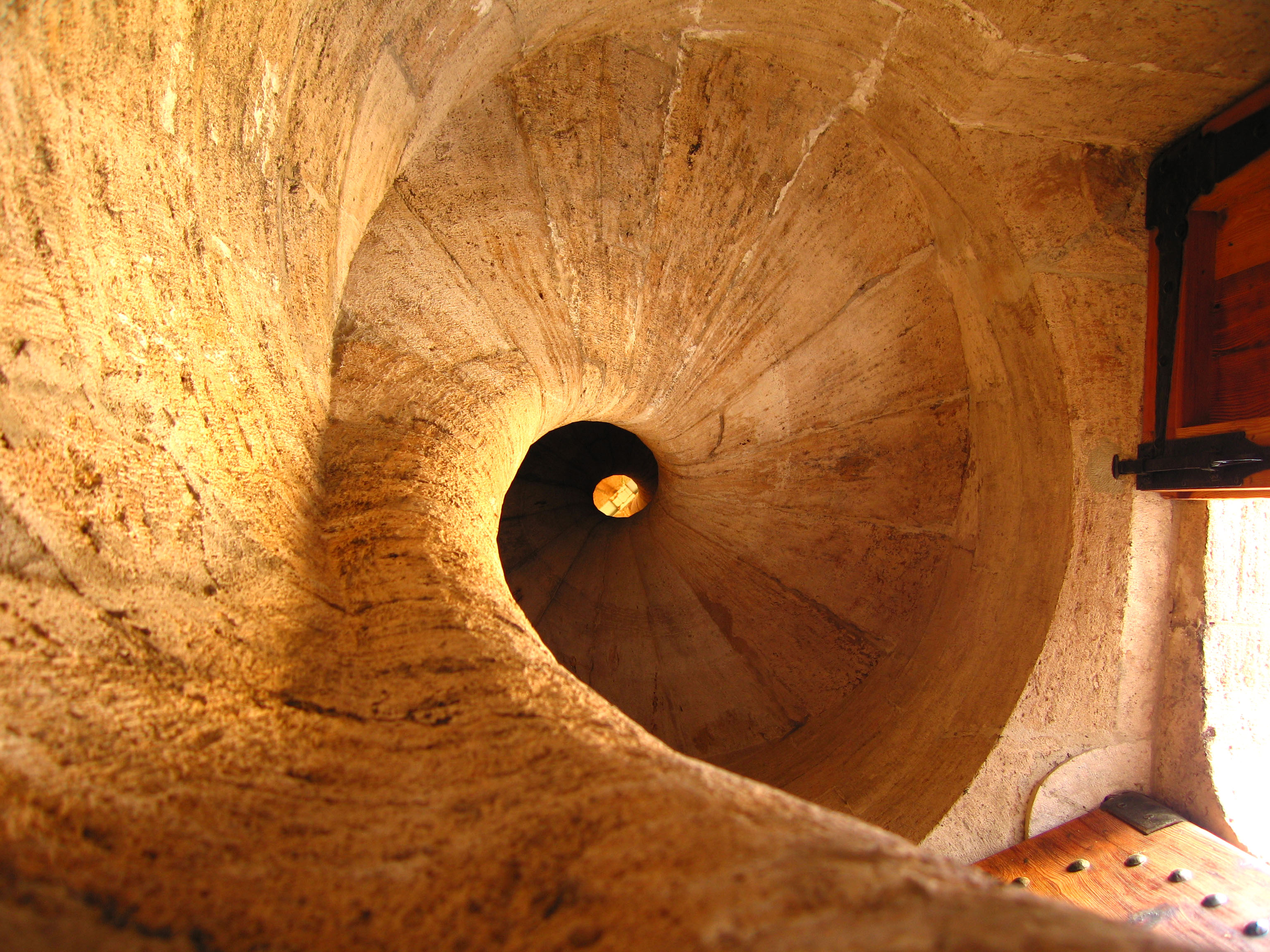
Escala de caragol d'accés a la part superior de la torre
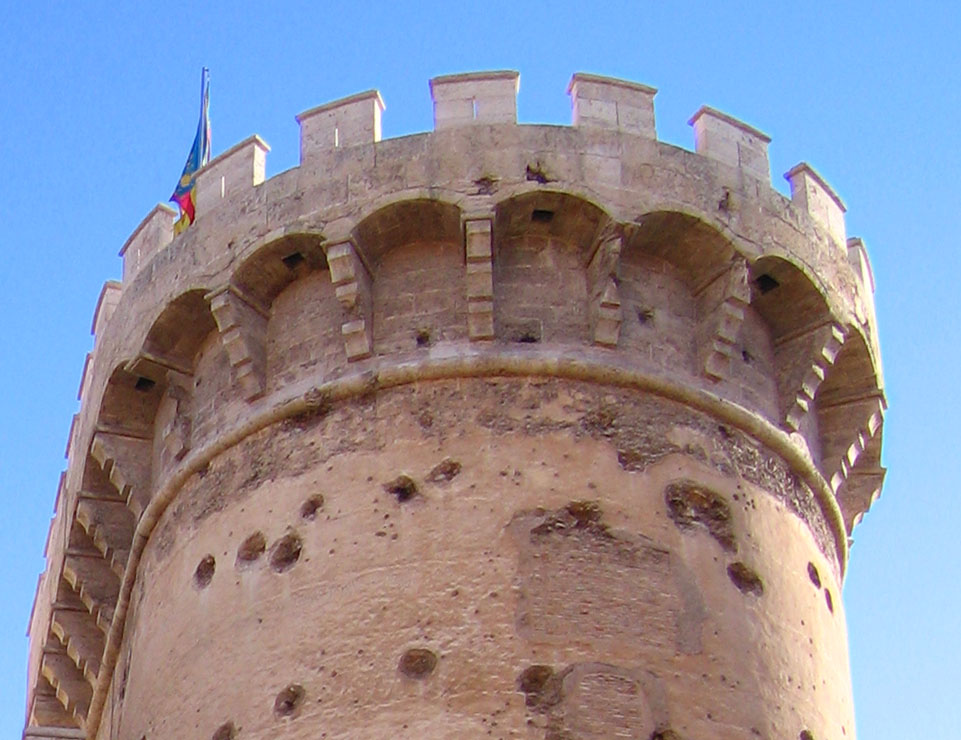
Impactes d'artilleria sobre una de les torres
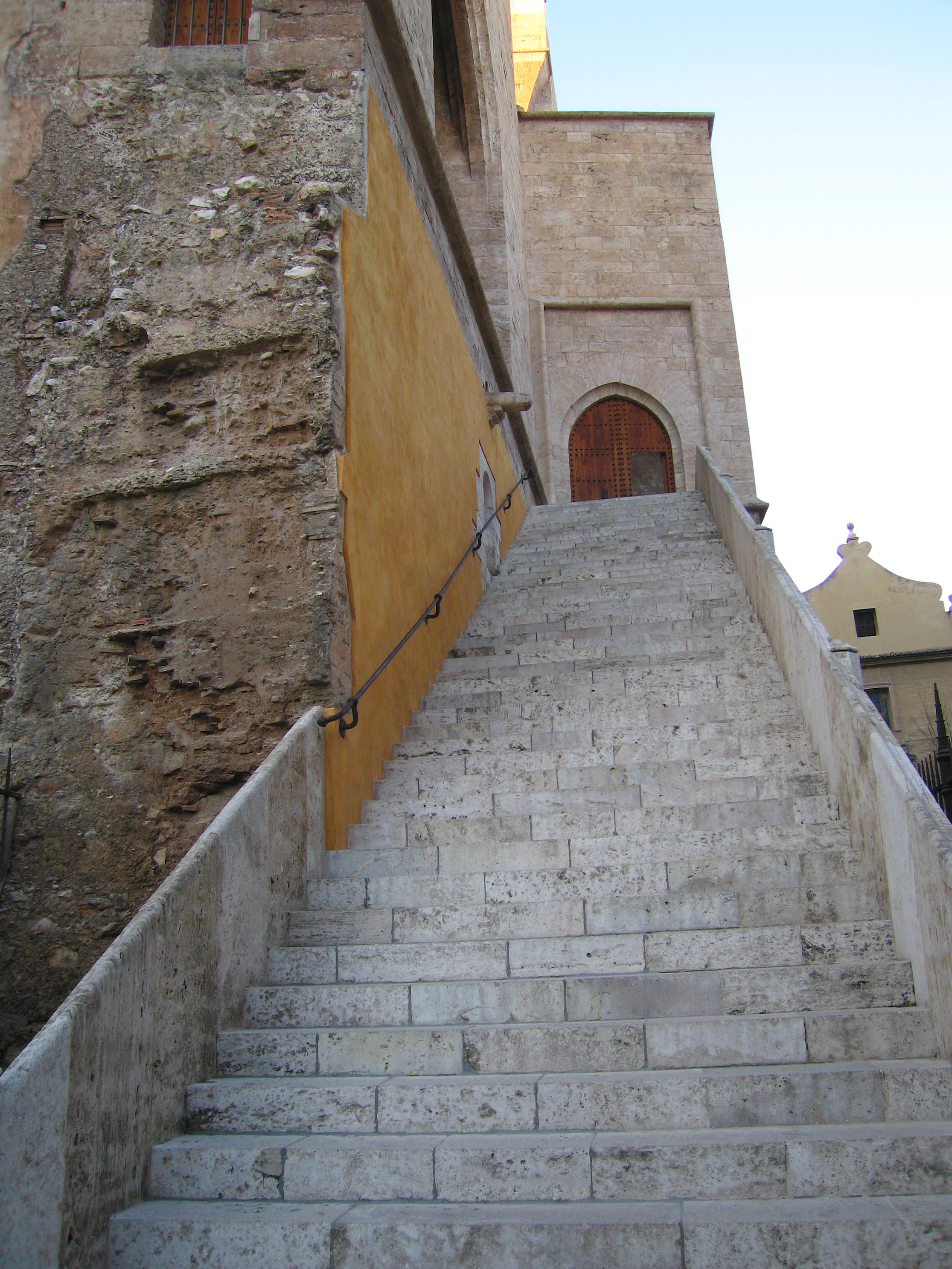
Escala d'accés al cos superior, a l'esquerra de la qual s'aprecia l'arrancada de l'antiga muralla del segle xiv
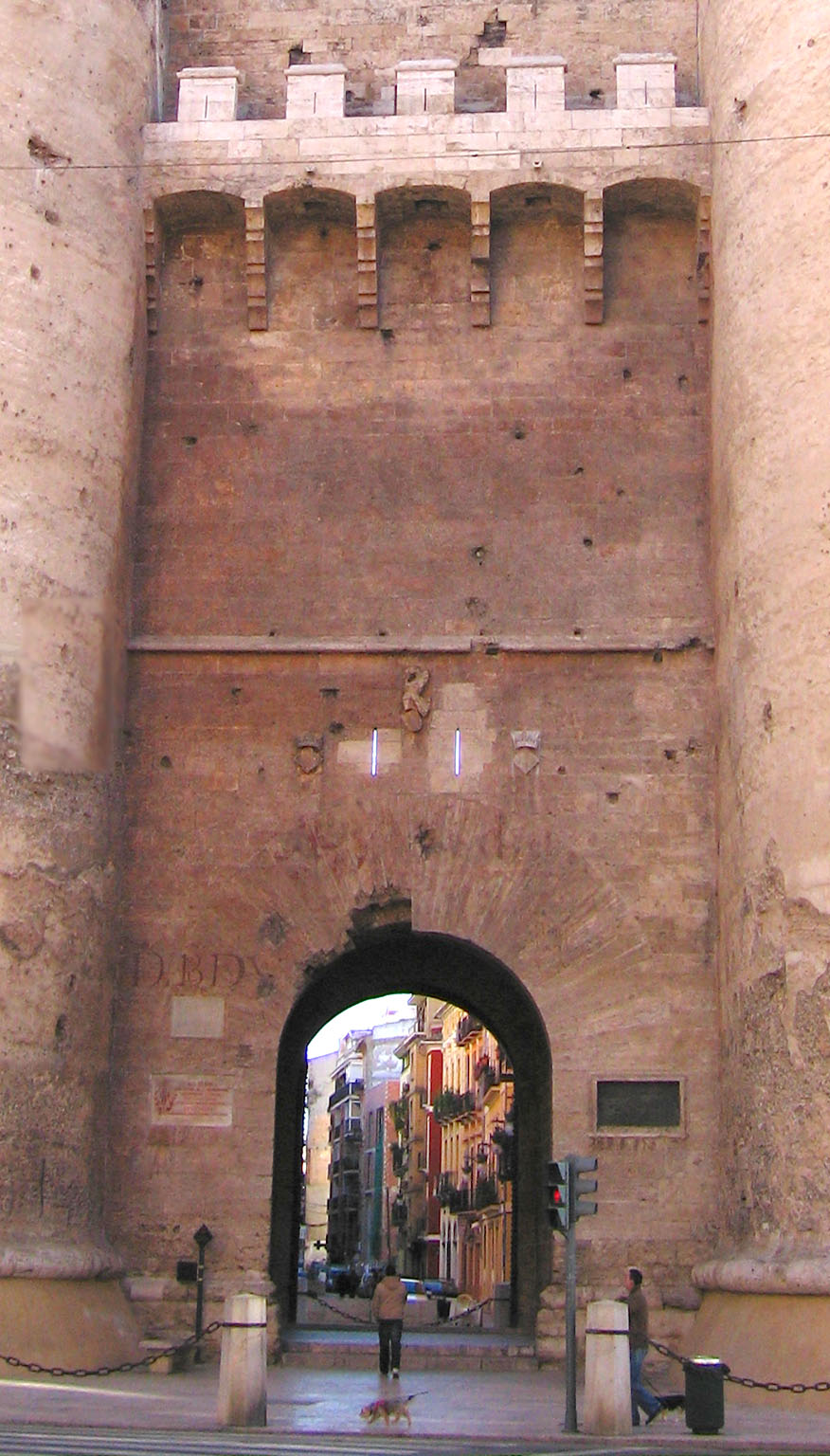
Porta de Quart